# Hedley (gruppo musicale)
Gli Hedley sono un gruppo musicale pop punk canadese formatosi nel 2004 a Vancouver. Tutti i loro album in studio, fatta eccezione per l'ultimo, Cageless, pubblicato nel 2017, sono stati certificati disco di platino in Canada. Il gruppo è ufficialmente in pausa indefinita dal 2018.

## Formazione
- Jacob Hoggard – voce, chitarra ritmica, piano (2004-2018)
- Dave Rosin – chitarra solista, cori (2004-2018)
- Tommy Mac – basso, cori (2004-2018)
- Chris Crippin – batteria, cori (2004-2018)

## Discografia

### Album in studio
- 2005 – Hedley
- 2007 – Famous Last Words
- 2009 – The Show Must Go
- 2011 – Storms
- 2013 – Wild Life
- 2015 – Hello
- 2017 – Cageless

### Album dal vivo
- 2010 – Go with the Show

### Raccolte
- 2007 – Never Too Late

### EP
- 2010 – iTunes Sessions